# Овнанян, Геворг
Геворг Овнанян (Геворк Ховнанян; англ. Kevork Hovnanian; арм. Գևորգ Հովնանյան; 1923, Киркук, Ирак — 24 сентября 2009, Нью-Йорк, США) — американский предприниматель и филантроп армянского происхождения, основатель Hovnanian Enterprises — по данным на 2009 год, шестой по величине американской жилищно-строительной компании и крупнейшей в Нью-Джерси. В 2022 году выручка компании составила 2,92 млрд. долл. США. 
Ещё в 1989 году его компания продала более 30 000 кондоминиумов и других жилых домов в США от Нью-Гэмпшира до Флориды. С тех пор компания построила более 200 000 домов в 18 штатах. 

## Биография
Геворг Овнанян родился в Киркуке, Ирак. Его родители бежали от геноцида армян и были выходцами из Себастии и Малатии.
Сам Геворг был также вынужден бежать из Ирака вместе со своими братьями и другими членами семьи в конце 1950-х годов из-за тамошних политических потрясений, перебравшись в США. 
В 1986 году он выполнил обещание, данное себе во время эмиграции, построив армянскую апостольскую церковь в Лонг-Бранче, штат Нью-Джерси.
Он также пожертвовал деньги на строительство медицинских учреждений в районе Нью-Йорка, в том числе "детской больницы Г. Овнаняна" в Медицинском центре Университета Джерси-Шор в Нептуне, штат Нью-Джерси.
Вскоре после Спитакского землетрясения Геворг Овнанян прибыл в Степанаван, чтобы начать строительство целого села для жертв землетрясения.
За свой вклад в американское общество Овнанян был награжден Почетной медалью острова Эллис в 1993 году. Обладатель президентской медали «За выдающиеся заслуги» и других наград.
Умер 24 сентября 2009 года. Президент Армении Серж Саргсян направил письмо с соболезнованиями в связи со смертью известного благотворителя.

### Hovnanian Enterprises, Inc
Четыре брата Овнаняна — Геворг, Грайр, Жирайр и Ваагн в 1959 основали компанию "Hovnanian Enterprises, Inc" в Нью-Джерси, вложив 20 тыс. долларов, которые взяли в долг. За два года компания заработала доверие клиентов и в 1961 году получила награду как лучшая строительная компания штата Нью-Джерси. Акции компании котируются на бирже NYSE.